# تیبنهام، نورفک
تیبنهام (به انگلیسی: Tibenham) یک روستا و محله مدنی در بریتانیا است که در South Norfolk واقع شده‌است. تیبنهام ۱۳٫۳۴ کیلومتر مربع مساحت و ۴۹۴ نفر جمعیت دارد.